# Firebird Tour
Firebird Tour é a oitava turnê da cantora anglo-australiana Natalie Imbruglia. Iniciada com o lançamento de seu sexto álbum de estúdio Firebird, em setembro de 2021, a mesma sucede a turnê acústica de Natalie, realizada em 2017-18.

## Shows
A turnê iniciou-se com os shows de lançamento do álbum, no Reino Unido, e extende-se até o segundo semestre de 2022. 
Em 19 de setembro de 2021, Natalie apresentou suas novas canções em um show em Kingston, na Inglaterra, o seu primeiro concerto em 3 anos.
No Verão europeu de 2022, Imbruglia extenderá a turnê para outros países, como Suécia, Noruega e Itália.

## Músicas
A primeira parte da turnê, em 2021, traz principalmente canções do álbum Firebird, além dos maiores sucessos da cantora.

### Setlist
1. Nothing Missing
2. On My Way
3. Wrong Impression
4. Shiver
5. Maybe It's Great
6. Just Like Old Times
7. Wishing I Was There
8. Smoke
9. Torn
10. Invisible Things
11. Firebird
12. Dive to the Deep
13. Build It Better
14. When You Love Too Much
15. Big Mistake

## Concertos
A lista de shows confirmados até o momento incluem:
| Data                   | Cidade                 | País        | Local                               |
| Parte 1                | Parte 1                | Parte 1     | Parte 1                             |
| ---------------------- | ---------------------- | ----------- | ----------------------------------- |
| 19 de setembro de 2021 | Kingston upon Thames   | Reino Unido | Pryzm                               |
| 22 de setembro de 2021 | Londres                | Reino Unido | Lafayette                           |
| Parte 2                |                        |             |                                     |
| 3 de junho de 2022     | Brixton                | Reino Unido | Mighty Hoopla                       |
| 10 de junho de 2022    | Warwick                | Reino Unido | Pub in the Park                     |
| 19 de junho de 2022    | Bath                   | Reino Unido | Pub in the Park                     |
| 9 de julho de 2022     | Lytham St Annes        | Reino Unido | Lytham Festival                     |
| 24 de julho de 2022    | Chester                | Reino Unido | CarFest North                       |
| 25 de julho de 2022    | Pangbourne (Berkshire) | Reino Unido | Flackstock Festival                 |
| 6 de agosto de 2022    | Raynham (Norfolk)      | Reino Unido | Wide Skies and Butterflies Festival |
| 17 de agosto de 2022   | Estocolmo              | Suécia      | Pop på Skansen Festival             |
| 20 de agosto de 2022   | Lillestrøm             | Noruega     | Sommerstemning Festival             |
| 27 de agosto de 2022   | Stowmarket (Suffolk)   | Reino Unido | At Ease Festival                    |
| 28 de agosto de 2022   | Overton (Hampshire)    | Reino Unido | CarFest South                       |
| 29 de agosto de 2022   | Oxford                 | Reino Unido | Foodies Festival                    |
| 31 de agosto de 2022   | Udine                  | Itália      | Castelo de Udine                    |
| 1 de setembro de 2022  | Prato                  | Itália      | Piazzalle Duomo                     |